# セーリング世界選手権
セーリング世界選手権（ISAF Sailing World Championships）は国際セーリング連盟（ISAF）が4年に1回開催されるセーリングの世界最高峰の大会である。
本大会はオリンピック出場枠を争う大会であるが、2003年から2011年までが五輪前年、2014年大会からはFIFAワールドカップ開催年に実施される。
本大会のほか、各クラスごとの世界選手権が開催されている。

## 開催地一覧
| Year | 都市           | 国             | 日程            | 参加人数 | 参加国・地域 |
| ---- | -------------- | -------------- | --------------- | -------- | ------------ |
| 2003 | カディス       | スペイン       | 9月11–24日      | 1,450    | 71           |
| 2007 | カスカイス     | ポルトガル     | 6月28日–7月13日 | 1,350    | 76           |
| 2011 | パース         | オーストラリア | 12月3–18日      | 789      | 76           |
| 2014 | サンタンデール | スペイン       | 9月8–21日       | 1,250    | 83           |
| 2018 | オーフス       | デンマーク     | 8月2–12日       |          |              |
| 2023 | デン・ハーグ   | オランダ       |                 |          |              |